# 3230 Vampilov
3230 Vampilov è un asteroide della fascia principale del diametro medio di circa 23,46 km. Scoperto nel 1972, presenta un'orbita caratterizzata da un semiasse maggiore pari a 3,1562809 UA e da un'eccentricità di 0,3130791, inclinata di 15,47108° rispetto all'eclittica.
È dedicato al drammaturgo sovietico Aleksandr Valentinovič Vampilov, scomparso proprio nel 1972.